# Scelolyperus graptoderoides
Scelolyperus graptoderoides är en skalbaggsart som först beskrevs av George Robert Crotch 1874.  Scelolyperus graptoderoides ingår i släktet Scelolyperus och familjen bladbaggar. Inga underarter finns listade i Catalogue of Life.